# Claude Brousson
Pour les articles homonymes, voir Brousson.
Claude Brousson, né à Nîmes en 1647 et mort à Montpellier le 4 novembre 1698, est un avocat et ministre du culte protestant.

## Enfance et éducation: Nîmes et Montpellier (1647-1665)
Claude Brousson naît en 1647 à Nîmes. Après un siècle de Réforme, la ville de 15 000 habitants compte 12 000 protestants et 3 000 catholiques. Nîmes est situé dans le « croissant huguenot », qui s'étend du Poitou au Dauphiné et rassemble environ un demi-million de protestants. Les protestants représentent à cette époque environ 5 % de la population au niveau national ; dans le croissant huguenot, leur proportion est très supérieure à la moyenne nationale, tout en étant irrégulièrement répartie. Montpellier, Nîmes et les Cévennes rassemblent les forces vives de la Religion Prétenduë Réformée (R.P.R.), dénomination usuelle pour désigner le protestantisme à l'époque.
Les Brousson sont des notables protestants nîmois. Le père, Jean Brousson, est un bourgeois commerçant. La mère, Jeanne de Paradès, est de basse noblesse ; le père de Jeanne, François de Paradès, est avocat à Nîmes.
Claude Brousson est le second de neuf enfants (6 garçons et 3 filles). Seul son frère puîné, Daniel (qui s'installera en Hollande et dont il restera très proche), et sa sœur Magdaleine parviennent à l'âge adulte.
Les parents de Claude sont de fervents protestants calvinistes, ce qui implique la pratique quotidienne du culte familial, la participation assidue au culte dominical qui inclut un sermon de deux heures, et au catéchisme du dimanche après-midi. À la même époque - de 1655 à 1661 - officie  à Nîmes le pasteur Jean Claude, dont Claude Brousson aura pu entendre des sermons. Face à la pression anti-protestante qui s'accroît avec le début du règne personnel de Louis XIV en 1661, Jean Claude doit quitter la ville après avoir tenu dans le cadre d'un synode des propos injurieux vis-à-vis des catholiques. Claude Brousson est encore à Nîmes lorsqu'est ordonnée la démolition du temple Saint Marc, l'un des deux temples de Nîmes.
Claude Brousson reçoit tout d'abord son éducation d'un précepteur, Monsieur Billon, avant d'entrer au Collège de Nîmes, qui depuis 1634 est revenu par décision royale aux mains des Jésuites. De 1654 à 1663 il poursuit ses études (latin, rhétorique, philosophie, sciences humaines) à l'Académie de Nîmes, qui est en train de subir le même sort que le Collège ; en 1664, l'année qui suit le départ de Claude Brousson, l'ensemble des chaires auront été reprises par les Jésuites. Claude Brousson y suit le cours de David Derodon, un professeur de rhétorique célèbre, dont l'ouvrage Le Tombeau de la Messe, un pamphlet contre le dogme de la transsubstantiation édité à Genève en 1654 et republié en 1662, est brûlé publiquement en 1663 sur ordre de Mgr Cohon, évêque de Nîmes, sous les yeux des élèves sommés d'assister au spectacle. Claude Brousson comparera plus tard dans l'un de ses ouvrages les Jésuites aux sauterelles de l'Apocalypse.
Claude Brousson se destine à devenir avocat. Pas de trace de son inscription en faculté ; le choix le plus vraisemblable est Montpellier. À l'issue des trois années de faculté, Claude Brousson intègre en 1666 la chambre mi-partie de Castres.

## L'avocat: Castres, Castelnaudary et Toulouse (1666-1683)
Les chambres mi-parties tirent leur nom de l'origine confessionnelle des magistrats qui les constituent : pour moitié catholiques et pour moitié protestants, avec un président catholique et un président protestant. Les chambres mi-parties ont été instituées dans chacun des huit Parlements du royaume par l'article 34 de l'édit de Nantes : « Toutes lesdites chambres, composées comme dit est, connoîtront et jugeront en souveraineté et dernier ressort, par arrêt, privativement à tous autres, des procès et différents mus et à mouvoir esquels ceux de ladite religion prétenduë réformée seront parties principales ou garans, en demandant ou en défendant, en toutes matières tant civiles que criminelles, soient lesdits procès par écrit ou appellations verbales, et ce si bon semble ausdites parties et l'une d'icelles le requiert avant contestation de cause, pour le regard des procès mus et à mouvoir. » Ces chambres ont pour objectif de donner aux protestants un accès équitable à la justice.
La chambre mi-partie de Castres trouve son origine dans une chambre composée exclusivement de juges réformés, dont l'installation avait été autorisée par le Prince de Condé en 1568. Après diverses tribulations à la suite des édits qui se succèdent pour légiférer sur la R.P.R. (édit de Beaulieu en mai 1576, de Poitiers en septembre 1577), c'est donc à Castres que s'établit en avril 1595 la chambre mi-partie du ressort du Parlement de Toulouse .
La fonction d'avocat qui permet aux beaux esprits d'exprimer leurs talents oratoires jouit d'un grand prestige, supérieur à celui du procureur. Claude Brousson, qui a terminé ses études à la faculté, arrive à 19 ans  à Castres, ville de 7 000 habitants, pour moitié protestants et pour moitié catholiques. Castres tire une bonne partie de son prestige et de son activité de la présence de la chambre mi-partie. Les débuts dans la profession se font en tant qu'écoutant et défenseur des pauvres. Claude Brousson s'y forge une réputation.
En 1670, la chambre mi-partie est déménagée à Castelnaudary par lettre patente du 1er novembre 1670, au grand dam des Castrois.
Le 23 décembre 1677 Claude Brousson épouse à Nîmes Marie Combelles, de Béziers. Un premier fils, Barthélémy, naît entre 1678 et 1680.
Un édit de juillet 1679 supprime la chambre mi-partie. Castelnaudary n'était qu'une étape vers la dissolution. Les magistrats de la chambre mi-partie sont incorporés au parlement de Toulouse. L'un d'entre eux, M. de Paul, refuse et part se réfugier à Genève. Le parlement de Toulouse est en effet réputé être anti-protestant. Cette réputation se nourrit de la mémoire des événements de la Saint-Barthélémy, le 4 octobre 1572, lorsque les magistrats catholiques ont laissé pendre leurs collègues protestants encore en robe de magistrats sous les fenêtres du parlement. La commémoration du massacre donne lieu chaque année à des festivités.
Dans une Toulouse catholique, les arrivants protestants de la chambre-mi-partie se constituent en église. Ils n'ont pas le droit d'édifier un temple en ville, mais obtiennent l'autorisation de le faire à l'extérieur, au Portet. Le temple du Portet leur permet de se rassembler pour le culte, mais eu égard à la proximité de Toulouse, il est interdit d'y célébrer la Sainte Cène et les mariages. Claude Brousson est élu comme Ancien au consistoire de cette église rattachée au colloque d'Armagnac qui compte 4 pasteurs pour 2000 protestants répartis en quatre paroisses (Puycasquier, Mauvezin, Mas-Grenier, l'Isle-Jourdain et Toulouse-Le Portet).
Un second fils, Claude, naît le 7 juillet 1680. Marie Combelles meurt en 1680, sans doute à la suite de cette naissance. Les enfants sont confiés à leur grand-mère Jeanne de Paradès qui réside à Nîmes.
Le clergé catholique se rassemble le 1er juillet 1682 à Paris ; il rédige l'Avertissement pastoral, et donne l'ordre qu'il soit lu dans tout le royaume. L'avertissement sonne comme un ultimatum aux protestants : « vous devez vous attendre à des malheurs incomparablement plus épouvantables et plus funestes que tous ceux que vous ont attiré jusqu'à présent votre révolte et votre schisme. » Cet avertissement marque un tournant : face à l'échec, la violence va l'emporter sur la persuasion.
Du 23 septembre au 1er octobre 1682, la Province de Haut-Languedoc à laquelle est rattaché le colloque d'Armagnac et six autres colloques (Haut- et Bas-Quercy, Lauragais, Rouergue, Foix et Albigeois) se réunit pour son synode annuel. Claude Brousson y représente sa paroisse ; il est élu secrétaire du synode avec le pasteur Martin. Les contacts qui s'établissent lors de ce synode marqué par les problèmes d'une Église que la répression croissante divise seront déterminants pour l'élaboration du projet de Toulouse.
Claude Brousson épouse en 1682 en secondes noces Marthe Dollier, de Castres, née vers 1650, vraisemblablement la fille de Pierre Dollier, procureur au parlement de Toulouse. Un mariage qui a l'apparence d'un mariage de raison, dans la tradition sociale du milieu judiciaire, où se tissent de solides alliances familiales,. Ils n'auront pas d'enfant.
Au début de 1683 se déroule à Toulouse le procès de l'église de Montauban, dont Claude Brousson assure la défense. La ville est presque exclusivement protestante, et subit l'intransigeance de l'intendant Nicolas Joseph Foucault, qui s'emploie à faire appliquer la politique anti-protestante de Louis XIV. Le procès qui s'ouvre en janvier 1683 est perdu d'avance ; en témoignent la faiblesse des trois chefs d'accusation déployés successivement, l'intervention de faux-témoins manifestes, et la rapidité du jugement qui est rendu le 2 juin 1683. Le temple est détruit ; quatre des cinq pasteurs s'exilent.
Montauban n'était pas le premier procès du genre pour Claude Brousson qui avait défendu d'autres Églises sans guère plus de succès. Claude Brousson est conscient que la justice est bafouée ; on lui propose (printemps ou été 1683) une charge de conseiller pour acheter son silence, qu'il refuse.

## Le projet de Toulouse (1683)
Pour la grande majorité des protestants, c'est le clergé catholique qui est la cause des mesures de plus en plus coercitives qui étranglent le protestantisme français ; Louis XIV est mal conseillé, la fidélité au Roi reste intacte.
Courant 1682, des contacts s'établissent entre pasteurs et Anciens de différentes églises malgré l'interdiction royale de communiquer entre provinces. Ces contacts aboutissent à la nomination dans le plus grand secret de directeurs chargés de trouver des solutions. Claude Brousson est l'un d'entre eux, ainsi qu'il l'écrira de La Haye le 13 juin 1697 dans une lettre au chevalier de Williamson : « Monsieur, comme j'ai été longtemps avocat au parlement de Toulouse ou en la Chambre de l'Edit du Languedoc avant que d'embrasser le saint Ministère, qu'en cette qualité j'étais l'un des trois qui étaient le conseil, les défenseurs et les directeurs d'environ trois cents églises des plus importantes qui fussent en France. »
Ainsi naît un projet de désobéissance civile. Le projet prend corps à l'occasion de la réunion en mai 1683 à Toulouse de directeurs envoyés par les synodes du Midi, Haut- et Bas-Languedoc, Cévennes, Dauphiné, Guyenne et Saintonge. Les qualités d'avocat et d'écrivain de Claude Brousson ont pu être appréciées à l'occasion du synode de Saint-Antonin ; c'est lui qui rédigera la plus grande part du projet, ainsi qu'une requête adressée au Roi.
Parmi les autres directeurs présents à Toulouse pour élaborer le projet avec Claude Brousson, on compte les pasteurs Icard et Peyrol, de Nîmes, les pasteurs Sagnol, Laborie, Brunier, Perrotat, Daudé sieur d'Olimpies, Favier, ainsi peut-être que le pasteur Roussel. Le pasteur Isaac Homel, ministre de Soyons, dont le temple a été détruit en 1682, sera l'une des chevilles ouvrières de la mise en application du projet en Vivarais.

Si le style des 18 articles du projet est très modéré, tant vis-à-vis du pouvoir que vis-à-vis des églises afin de ne pas heurter leurs prérogatives, sur le fond, le projet appelle clairement à la sédition, en s'articulant autour de trois exhortations :
- exhortation à célébrer le 27 juin 1683 des cultes sur tous les emplacements de temples détruits ;
- appel à un jeûne en commun le dimanche 4 juillet 1683 ;
- exhortation à désobéir aux lois anti-protestantes.

Le bien-fondé du projet repose pour ses auteurs sur la supériorité des lois divines sur les lois du royaume jugées iniques. Il est recopié et envoyé aux diverses provinces pour mise en application rapide, et publié plus tard par Claude Brousson dans un texte de justification imprimé à Cologne en 1684 : l' Apologie du Projet des Réformés de France fait pour la conservation de la liberté de conscience & de l'exercice publique de Religion que les Edits et Traités de Pacification leur accordent.
La requête envoyée au Roi poursuit deux objectifs :
- d'une part, justifier l'appel illicite aux assemblées ;
- d'autre part, faire supprimer toutes les mesures anti-protestantes qui se sont accumulées depuis le début des années 1660.

Le texte du projet est remis au ministre Favier qui le fait imprimer à Genève ; le texte ne parviendra jamais au Roi, mais permet d'apaiser la conscience de protestants tourmentés par leur devoir d'obéissance au Roi et à Dieu.
Cet appel à la désobéissance civile qui a pour objectif de démontrer la mobilisation des protestants est un échec, en raison de la défection des villes les plus importantes, telles Montpellier, Nîmes et Montauban, dont les consistoires sont aux mains de protestants modérés. Les troubles consécutifs à la mise en œuvre du projet déclenchent une forte répression. Le pasteur Homel est rompu vif à Tournon le 20 octobre 1683. Les dragonnades s'intensifient, et les tensions entre protestants zélateurs et modérés se renforcent.
Claude Brousson, qui est revenu à Nîmes depuis la fin du procès de Montauban, s'enfuit par les égouts de la ville fin octobre 1683. Bien que bénéficiant de l'amnistie royale, on a fait comprendre à sa famille qu'il est recherché. Anne-Marguerite Petit du Noyer, « la Sévigné du Languedoc », raconte l’évènement en ces termes : 

« Il est vrai que les affaires de la Religion allaient de mal en pis dans le royaume. Nîmes, cette Eglise autrefois si florissante, était non seulement attaquée au dehors par nos ennemis communs, mais déchirée au dedans par la plus cruelle division de quatre ministres dont deux soutenaient qu'il fallait prêcher et s'assembler dans tous les lieux où on avait abattu les temples, au risque de se faire prendre. Deux autres prétendaient qu'il était du devoir de la prudence de se soumettre aux ordres du Roi, puisqu'on n'avait pas assez de force pour lui résister. On prétend même que le parti des Politiques avertit les Puissances que le peuple pourrait bien se soulever et que cet avis fut cause qu'on envoya des dragons dans la ville, pour châtier ceux qu'on appelait les séditieux et se saisir de leurs chefs qui étaient M. Peirol, M. Icard et M. Brousson qui commençait dès lors à signaler ce zèle qui l'a conduit depuis à l'échafaud et qui l'y aurait mené dans ce temps-là, si la marche des dragons, qu'on avait grand soin de lui cacher, n'avait été découverte comme par un miracle. [...] Dès que les dragons furent dans la ville, on en fit fermer les portes, et après avoir investi les maisons des trois proscrits, on envoya chez eux des archers pour les prendre. Ils les croyaient trouver au lit, mais ils furent bien étonnés d'avoir manqué leur coup. Les femmes de ces messieurs dirent qu'ils ne faisaient que de sortir. En effet, leurs places étaient encore chaudes. Mais quelques perquisitions qu'on pût faire, on ne put jamais les déterrer. Ils furent cachés quelque temps dans la ville et en sortirent ensuite déguisés, excepté M. Brousson, qui, à ce qu'on prétend, se sauva par un égout qui est auprès des Jésuites, qui le conduisit par où les immondices s'écoulent, hors de la porte des Carmes, dans les fossés de la ville. Ce qu'il y a de sûr, c'est que j'ai vu griller cet égout quelques jours après. »

## Au Refuge: la Suisse, le tour d'Europe et les Provinces unies (1683-1689)
Claude Brousson gagne la Suisse et s'installe à Lausanne, où il gagne occasionnellement sa vie comme avocat. Sa femme Marthe le rejoint avec son fils aîné Barthélémy, âgé de 4 à 6 ans. Son second fils malade reste à Nîmes chez sa grand-mère ; il meurt quelques mois plus tard.
Claude Brousson accueille à Lausanne son frère Daniel, que sa famille rejoint en 1685 (son fils Claude, neveu de Claude Brousson, nous a laissé une relation de la fuite familiale en Suisse) ; il finira par s'établir comme négociant en Hollande.
Claude Brousson met sa plume au service de la défense de ses coreligionnaires. De 1684 à 1689 il multiplie les plaidoyers en faveur des protestants auprès des puissances politiques protestantes et les requêtes de clémence au clergé de France, source de leurs maux. À la suite de la Révocation de l'édit de Nantes le 17 octobre 1685, les réfugiés huguenots affluent : en un seul jour on a pu compter jusqu'à 2000 nouveaux arrivants à Lausanne, qu'il faut héberger et aider. Claude Brousson part plaider leur cause et visite en cinq mois les cantons d'Aarau, le Prince Régent du  Wurtemberg, des dignitaires du Brandebourg et de Nuremberg, le Prince Électeur de Saxe, le margrave de Bayreuth, le Gouverneur de Strasbourg, le Prince d'Ansbach, le Grand Electeur Frédéric Guillaume à Berlin (qui finance la diffusion des Lettres des protestans de France en 1686 et lui propose un poste dans l'Académie nouvellement créée, que Claude Brousson refuse), plusieurs villes hanséatiques, le Prince Guillaume d'Orange en Hollande.
En Hollande, Claude Brousson rencontre Fagel et Pierre Jurieu. Il sera fortement influencé par la prédication prophétique de ce dernier, qui interprète ces temps difficiles comme un accomplissement du livre de l'Apocalypse (Jurieu vient de publier L'Accomplissement des prophéties).
Au début d'août 1688, dans la Lettre aux Pasteurs de France, refugiez dans les États protestans, sur la désolation de leurs Églises, & sur leur propre exil, Claude Brousson s'adresse aux pasteurs qui ont quitté la France à la suite de l'ultimatum qui leur a été donné à Révocation de l'Édit de Nantes de quitter le pays sous quinze jours. Il leur adresse de vifs reproches qui s'articulent en trois points :
- les pasteurs, qui ont reçu une formation académique poussée, se sont laissés aller à trop de philosophie, au détriment de la révélation biblique ;
- de même, ils ont privilégié la rhétorique apprise au cours de leurs études au détriment de l'édification de leurs fidèles ;
- enfin, il leur reproche leur manque d'exemplarité, et leur soumission aux autorités politiques, qui traduisent le manque de vocation de ministres opportunistes.

La polémique qui s'ensuit oblige Claude Brousson à écrire en septembre de la même année la Défense du dit Sr. Brousson, sur la susditte Lettre adressée à Messieurs les Pasteurs Refugiés. Il s'y défend des trois accusations 
- Usurpation de la fonction pastorale :
 Claude Brousson rappelle le dogme protestant du sacerdoce universel, qui fait de chaque chrétien un prêtre, un prophète et un roi qui n'a de comptes à rendre qu'à Dieu ;
- Mise en cause de l'ensemble du corps pastoral alors que les reproches ne sont mérités que par quelques-uns d'entre eux :
  Claude Brousson récuse une interprétation excessivement généralisante de ses propos ;
- Lâcheté :
 Claude Brousson annonce son prochain retour en France en ces termes : :« Je croi […] que je ne dois pas passer sous silence ce qu'il dit, puisque j'exhorte les pasteurs à aller en France pour y prêcher l'Evangile, je devrois y aller moi-même le prémier, & s'il ne me manque que la vocation, on me la donnera facilement. Sur quoi j'ai à vous dire, mes très honorez frères, qu'il me semble que lors qu'on nous exhorte à faire nôtre devoir, il n'est pas à propos de répondre qu'on doit le faire pour nous & de nous décharger sur autrui de ce que nous sommes obligez de faire nous-même. Je souhaiterois que Dieu m'eût donné & le talent qu'il vous a donné & celui que j'ai receu de sa grace ; & je vousdrois en même tems pouvoir faire valoir & l'un & l'autre ; mais Dieu distribuë ses dons comme il lui plaît. Je combas en ma manière, & vous devez combattre en la vôtre. »

## Premier retour en France: le prédicant du Désert (1689-1693)
Dans la biographie qu'Antoine Court écrit sur Claude Brousson, il indique les trois raisons qui ont poussé Claude Brousson à quitter sa famille pour venir risquer sa vie en France :
- ce sera plus simple pour lui d'y diffuser ses écrits ;
- d'autres prédicants, dont François Vivens[15], l'y incitent ;
- en réponse à l'accusation de lâcheté qui fait suite à sa Lettre aux Pasteurs de France, Claude Brousson lit dans la Bible (Ezéchiel 13, 4-5 ; Juges, 5, 23) une exhortation personnelle à venir combattre aux côtés de ses coreligionnaires.

Claude Brousson quitte le Refuge en juillet 1689 ; il ne revient pas pour être prédicant, simplement pour diffuser ses écrits et consoler le peuple par des lectures bibliques communautaires suivies d'une courte explication.
Vivens voit les choses autrement, et, suivi en cela par les fidèles, l'encourage à prêcher. Il le consacre en décembre 1689, et Claude Brousson prononce son premier sermon à Noël 1689, sur les versets 26 à 29 du chapitre 11 de la première épitre aux Corinthiens, où se trouvent les paroles de Jésus par lesquelles est instituée la Sainte Cène.
L'avocat commence son ministère de prédicateur au Désert. Les assemblées peuvent rassembler plusieurs milliers de fidèles, et se tiennent généralement entre 22 heures et minuit voire une heure du matin. Claude Brousson publiera à son retour en Hollande en 1695 le recueil des principaux sermons de cette période : La manne mystique du Désert, ou Sermons prononcez en France dans les Déserts & dans les Cavernes durant les ténèbres de la nuit & de l'affliction, les années 1689, 1690, 1691, 1692 & 1693. Pendant plus de quatre ans Claude Brousson partage avec ses compagnons une vie de prédicateur pourchassé, marchant et prêchant la nuit, se cachant le jour, utilisant un faux nom (Olivier ou Paul Beauclose). Malgré ces conditions de vie éprouvantes, la productivité littéraire de Claude Brousson est impressionnante : il écrit, en se servant d'une simple écritoire attachée à sa cuisse, des milliers de pages : Requête à Dieu ou prière générale des fidèles persécutés et massacrés en France pour le service de Dieu (mai 1692), La nécessité des saintes assemblées (28 août 1692), L'interprétation du songe de Louis XIV (14 avril 1693), Les lettres de consolation et d'instruction aux fidèles persécutés (15 avril 1693), La lettre apologétique (10 juillet 1693), la Lettre aux catholiques romains (juillet 1693), L'Instruction chrétienne pour tous ceux qui souhaitent le salut, adressé tant aux catholiques romains qu'aux réformés de France, par un pasteur prêchant sous la croix (10 octobre 1693), et même un ouvrage théologique, les Remarques sur la Traduction du Nouveau Testament, faite par l'ordre du Clergé de France, & par le ministère de Denys Amelote, Prêtre de l'oratoire, adressés au Roi de France, qui sera publié plus tard en 1697.
Les prédicants sont à la merci des « faux-frères », qui renseignent le pouvoir royal sur les lieux secrets où se tiennent les assemblées. Ces délations sont encouragées par des primes de plus en plus importantes. En novembre 1691, sa tête et celle de Vivens sont mises à prix pour 2000 livres. La prime atteint 5000 livres en juin 1693. Claude Brousson présidera, entre 1689 et 1693, plus de 200 assemblées. En réponse à une lettre écrite par un réfugié modéré, Claude Brousson justifie comme suit, dans un petit traité rédigé en date du 28 août 1692 -  La lettre sur la nécessité des saintes assemblées - les risques pris tant par les prédicateurs que par les fidèles qui risquent la prison, les galères ou la pendaison :
- Il faut nourrir l'âme avec la parole biblique, mais beaucoup de fidèles soit n'ont pas de livres, soit ne savent pas lire : seule la lecture communautaire peut leur assurer cette nourriture spirituelle ;
- Dieu a sanctifié le jour du repos pour que son peuple puisse chanter ses louanges ;
- Le culte est nécessaire pour célébrer la sainte Cène ;
- C'est dans l'assemblée réunie que Dieu peut se manifester de manière plus particulière par son Saint-Esprit : le mot église signifie assemblée ; sans assemblée, il n'y a pas d'église.

En décembre 1693, Claude Brousson décide de quitter la France. Plusieurs raisons président à sa décision :
- les recherches pour le capturer s'intensifient ;
- il souhaite revoir sa famille ;
- il a écrit des ouvrages qu'il souhaite publier ;
- d'autres prédicants poursuivent la tâche ;
- ses sermons qui sont diffusés sous forme écrite prolongeront son ministère pastoral en son absence.

## Entre Refuge et Désert: Suisse, Allemagne, Provinces-Unies (1693-1698)
De retour en Suisse, il est confirmé pasteur le 24 mars 1694 par la Compagnie des pasteurs de Genève et le synode de Berne après avoir satisfait aux épreuves : un prêche, une leçon, la rédaction d'une confession de foi et un examen en théologie calviniste. La consécration est formulée sous forme de confirmation de la consécration administrée par Vivens en décembre 1689. Cette ordination lui permet de prêcher à Zurich et Lausanne, puis en Allemagne et à Londres.
En Hollande, le synode de Tergoes le confirme à nouveau en tant que pasteur le 10 août 1694. Il jouit d'un prestige qui lui permet d'officier occasionnellement aux côtés de Jean Claude, le pasteur nîmois de son enfance, dont les cultes attirent les grands de Hollande (le stathouder y assiste régulièrement). Cette troisième ordination lui permet de toucher des frais de déplacement, en sus des 400 florins de la pension qui lui a été accordée.
La famille Brousson s'installe à La Haye ; son fils deviendra officier de l'armée des états de Hollande, qu'il intégrera en 1708. Son frère Daniel qui s'est installé comme marchand à Amsterdam, veille sur sa famille en son absence. Accolé au patronyme Clockener (qui apparaît en 3e génération dans le tableau généalogique dressé par Léopold Nègre), le patronyme Brousson figure dans le Nederland's Patriciaat, qui publie la généalogie de familles qui ont joué durant au moins 150 ans un rôle de premier plan dans la vie sociale néerlandaise.
Les séjours au Refuge permettent à Claude Brousson de faire imprimer et de publier ses écrits. Mais il supporte mal la routine et les lourdeurs d'une église qui jouit tranquillement de son statut de religion dominante. Dans la Considération sur l'Examen des Livres de religionadressée au synode de Dordrecht, il se plaint des nombreuses entraves posées par les censeurs qui président aux autorisations de publication. Il argumente avec un humour caustique : « Si un écrit ne contient donc rien de contraire aux points fondamentaux du salut, qui sont expliquez dans la Confession de Foi des Églises Wallonnes & dans les Decisions du Synode de Dordrecht, on peut bien donner à l'auteur de charitables avis sur les autres choses qu'on peut avoir remarqué dans son Écrit. Mais on doit lui laisser la liberté d'y faire ses réflexions, & d'en profiter autant que ses lumières pourront les lui faire goûter. Autrement si on vouloit assujettir toutes les pensées d'autrui, jamais on ne conviendroit, & personne ne pourroit travailler pour l'avancement du Règne de Dieu. Comme il y a divers degrez de lumière entre les hommes, on voit un très grand dissentiment entr'eux presque sur toutes choses. Luther & Calvin ont été deux grands instrumens en la main de Dieu pour la Réformation : mais si Luther eût voulu assujettir Calvin à tous ses sentimens & à toutes ses pensées, & que Calvin eût à son tour voulu assujettir Luther à toutes les siennes ; ils n'auroient jamais rien fait. Si on vouloit assujettir un Prédicateur à toutes les pensées, je ne dis pas de ses Auditeurs, mais même de ses propres Collègues, jamais personne n'auroit la liberté de prêcher. »
L'appel du Désert est le plus fort. Claude Brousson revient en France pour un an, en septembre 1695. Il écrit le 30 octobre 1695 à sa femme : « Je fais trois & quatre prédications par semaine : chaque exercice est de trois à quatre heures à cause des diverses choses qu'il y a à faire, outre trois prières par jour : & graces à Dieu je me porte beaucoup mieux que je ne faisois dans le séjour que j'ai quitté. Je n'avois point d'Église & par la grace du seigneur j'en ai maintenant un fort grand nombre, qui me paroissent beaucoup plus touchées de la Parole de Dieu, que la plupart des personnes qui sont dans le repos & dans la prospérité. Je vous asseure, ma chère femme que je suis tellement rempli des consolations qu'il plaît Dieu de me donner, que je m'estime infiniment plus heureux que si j'étois établi dans la meilleure Église de Hollande. »
Depuis le Désert, Claude Brousson justifie le bien-fondé de son ministère auprès de son épouse. Dans une lettre datée du 20 août 1697 on peut lire : « Je suis fort en peine pour vous, ma chère femme, sachant que vous avez si peu de force d'esprit, pour supporter les épreuves, par lesquelles il plaît à Dieu de vous faire passer. Mais vous devez considérer qu'il vous châtie pour vous détacher du monde, & pour vous regénérer. Vous n'avez pas considéré comme vous deviez les graces qu'il m'a faites, & celles qu'il vous a faites aussi en même tems. Lors qu'il permit que je fusse chassé de France, on regardoit cela comme un effet de sa colère contre moi : cependant ce fut par là qu'il me mit à couvert de l'orage qui devoit tomber sur tout son peuple ; & ce fut aussi par là qu'il vous en delivra vous-même. Depuis cela il m'a retiré des occupations du siècle, & il a daigné m’appeler au sacré ministère de sa Parole : il m'a même fait la grace de m'employer à une œuvre des plus extraordinaires & des plus importantes, dont on ait jamais ouï parler. C'est la sans contredit ma couronne : cependant vous resistez toûjours en quelque manière à la vocation de Dieu. Et par là vous vous opposez en quelque sorte aux intérêts de sa gloire, à l'avancement de son Règne, au salut & à la consolation de son Peuple désolé, à mon devoir & à mon propre salut. Je ne suis pas surpris que la chair combatte d'abord contre l'Esprit : car qui est le fidèle qui ne sente toujours en soi même de pareils combats. Mais il faut que l'Esprit l'emporte sur la chair ; il faut que nous nous soumettions à la volonté de Dieu, il faut que nous nous souvenions que nous ne sommes au monde que pour le glorifier, afin d'avoir un jour part à sa gloire & à sa félicité Céleste. Il faut que je suive sa vocation & le mouvement de ma conscience ; & il faut que vous fassiez à Dieu un sacrifice de toutes les considérations de la chair & du sang pour acquiescer à sa sainte volonté. »
En 1696 et 1697, il est à nouveau en Suisse et à La Haye, pour faire publier ses écrits.
Le 14 août 1698, il quitte sa famille pour la dernière fois ; il sera arrêté à Oloron, à côté de Pau, le 18 septembre 1698.

## Arrestation et jugement à Montpellier (1698)
Madame Du Noyer donne la relation suivante de son arrestation : « Monsieur Brousson, en partant de la Haye pour son troisième & dernier voyage de France, pria un Ministre bernois de lui donner une lettre pour quelque personne de son pays en qui il pût prendre confiance : ce Ministre lui en donna une pour un homme de Pau, qui avoit été Ancien du Consistoire, & qui étoit encore bon protestant dans le cœur ; mais par malheur, il y avoit à Pau deux hommes de même nom, dont les sentimens étoient bien différens, & le Ministre n'avoit pas pris la précaution de faire son adresse d'une maniere qui put les distinguer. Le bon M. Brousson donna la lettre à celui à qui il n'auroit pas fallu la donner, & ce qui pro quo lui coûta la vie, qu'on auroit encore pû lui sauver sur le canal de M. Riquet, pour peu qu'il se fût trouvé de personnes zélées, dans un endroit appelé le Sommail, où les Gardes, qui étoient en petit nombre, étoient tous endormis, & les portes très mal fermées. Mais le temps auquel il devoit recevoir la Couronne du martyre étoit arrivée. »
L’intendant Nicolas de Lamoignon de Basville préside au procès. Les comptes-rendus qu'il envoie à Monseigneur Fléchier, évêque de Nîmes, publiés en 1866, éclairent les circonstances dans lesquelles s'est déroulé le procès : 
- en date du 3 octobre 1698 : « C'est, Monsieur, pour vous confirmer la bonne nouvelle que Brousson est pris ; M. Pinon, intendant du Béarn, me l'a mandé. Il a été arresté à Olléron et transféré à Lescar. J'envoie aujourd'hui à M. Pinon tout ce qu'il faut pour luy faire son procès en deux heures. Je meurs de peur que ce malheureux, qui est bien fin, n'eschappe. Il a fait bien du mal, et en eût beaucoup fait encor. Jamais fanatique n'a esté plus dangereux. »
- en date du 1er novembre 1698 : « Brousson sera toujours jugé mardy, Monsieur. Il me donne assez de peine, non par son habileté, mais par une prolixité épouvantable dans ses réponses. Il accorde tout ce qui est contre luy. Il a beaucoup d'esprit, mais violent, présomptueux, et capable de faire beaucoup de désordre. »
- en date du 4 novembre 1698 : « Brousson, Monsieur, a esté jugé ce matin, condamné tout d'une voix à être rompu vif. I'ay fait adjouter à l'arrest qu'il seroit étranglé, afin de finir promptement le spectacle. Ie l'ay fort pressé sur son esprit séditieux, bien contraire à l'esprit de l'Évangile dont il se disoit ministre. Il a avoué d'avoir été l'autheur des désordres de 1683, d'avoir ait le project ci-joint, qui est escrit de sa main et que je garde depuis 6 ans, de l'avoir envoié à M. de Schomberg en Piedmont et d'avoir toujours négotié avec luy pour faire réussir ce project ; d'avoir travaillé à faire revivre le phanatisme en Vivarets. Il a avoué tous ses écrits séditieux, enfin il y a vint ans qu'il ne pensoit qu'à soulever les peuples[35]. »

Claude Brousson est accusé de crime de rébellion, pour avoir voulu faire pénétrer des troupes étrangères en France. Le jugement indique : « Interrogatoire prêté pardevant Nous ; par ledit Brousson le 31 octobre dernier, dans lequel il a reconnu avoir été le principal auteur des troubles arrivez en 1683 dans le Languedoc : Nôtre procez verbal du 31 octobre, portant nomination d'experts pour procéder à la vérification d'un projet écrit de la main dudit Brousson, pour faire entrer des troupes étrangères dans la Province, & par lui envoyé en Piémont, marquent les endroits par où elles peuvent passer, & qualifiant d'ennemis les Sujets du Roy, dans lequel procez verbal sont mentionnées les pièces de comparaisons écrites de la main dudit Brousson, & de lui paraphées. Prestation de serment desdits Experts, leur déposition en l'Information cy-dessus : Cahier de Recollement des témoins & Experts à leurs dépositions : Cahier de confrontation des témoins & experts audit Brousson, & des confrontations littérales de la damoiselle Baudoin, & de l'interrogatoire de Picq, porteur dudit projet : Condamnation de mort & procez verbal de torture dudit Picq. »
Frédéric-Armand comte de Schomberg (1615-1690) est l'un des plus illustres généraux du XVIIe siècle. Né à Heidelberg, il est recruté par Mazarin pour mâter la rébellion de Turenne durant la Fronde. Il reçoit la nationalité française et le titre de maréchal en 1675. Il retourne en Allemagne après la Révocation de l'Édit de Nantes, et se met au service de Guillaume d'Orange pour renverser le roi anglais catholique Jacques II. Il meurt à la bataille de la Boyne le 1er juillet 1690, tué par la cavalerie irlandaise. Cinq mois avant sa mort, Huc du Vigan assure Vivens et Brousson que Guillaume d'Orange viendra au secours des protestants français, s'il est assuré de trouver un soutien local. Vivens reçoit de l'argent pour organiser les choses ; le débarquement est prévu à Aigues-Mortes et Montpellier. Une lettre  est confiée à Henri Pourtal qui la remet à Nimes à un messager, Gabriel Picq, chargé de la transmettre en Suisse. Picq est intercepté à la frontière le 24 mars 1690, à Pont d'Arve. Sous la torture, Picq n'avoue que sa rencontre avec Pourtal, et meurt sur la roue en mai 1691.
Confronté à la lettre trouvée sur Picq, Claude Brousson fait interrompre la séance et écrit une lettre au roi, où il présente sa défense pour chaque chef d'accusation. Dans ce courrier dont il demande qu'il soit joint aux pièces du procès, Claude Brousson avoue être l'auteur de la lettre interceptée sur Picq, subordonne son acte à la guerre de la Ligue d'Augsbourg, et réclame l'amnistie, qui découle du traité de paix de Ryswick, avant d'implorer le pardon eu égard à la conduite pacifique dont il a toujours fait preuve depuis : 

« Le suppliant, Sire, fit connaître au dit Huc que son intention était de s'appliquer uniquement à prier Dieu. Cependant on prétend que le suppliant, qui avait toujours la mort devant les yeux et qui souffrait continuellement des misères, des fatigues, des troubles et des afflictions qui peut-être n'ont jamais eu d'exemple depuis que Dieu a une Église sur la terre, troublé par la présence du danger et par tant de calamités, se laissa enfin aller aux semonces du dit Vivens et à celles de M. de Schomberg, et qu'il écrivit de sa propre main au dit sieur de Schomberg un billet que le dit Vivens avait déjà tracé, et par lequel il lui marquait le moyen par lequel il pouvait envoyer quelques troupes dans les Cévennes; lequel billet fut intercepté et n'eut point d'effet.
Mais comme c'était une dépendance incontestable de la guerre qui a été terminée par la paix de Ryswyk, avec toutes les circonstances et dépendances, le suppliant, Sire, qui est du nombre des réfugiés, ayant actuellement son domicile et sa famille à La Haye, d'où il est parti avec un passeport de Messieurs les États-Généraux, et ayant reçu de Messieurs les États de Hollande une somme de 300 florins pour les prix de son voyage et pour venir travailler à la consolation de ses frères, a été contraint de protester de la nullité de la procédure faite contre lui sur ce sujet, et il réclame avec une humilité profonde la justice et la protection de V. M., la suppliant très-humblement de vouloir le faire jouir de l'abolition générale et réciproque portée par la dite paix, comme ceux qui pouvaient avoir pris quelque engagement dans le parti de V. M. en jouissent ailleurs.
Néanmoins, sans se départir du bénéfice de la dite paix et de la déclaration de V. M. donnée en conséquence, il supplie très-humblement V. M. de vouloir considérer que la faute qu'il peut avoir commise dans un état aussi triste et aussi déplorable que celui où il se trouvait, et dont il a demandé et demande encore très-humblement pardon à V. M., est sans doute digne de la clémence et de la pitié d'un grand prince, qui sait que ce qui est fait dans un état d'agitation et de trouble pareil où le suppliant se trouvait alors, est considéré comme involontaire et forcé, et digne par conséquent de pardon.
Ce n'est pas tout, Sire : le suppliant revint bientôt de son trouble, et changea entièrement de conduite pour s'attacher uniquement à prier Dieu. Or, Votre Majesté a fait grâce à ceux dont le triste état les ayant engagés dans le service des puissances étrangères, s'en sont ensuite retirés, selon les semonces qui leur en étaient faites de la part de V. M. »

Claude Brousson, dans cette supplique, se défend d'avoir pris l'initiative d'écrire la lettre à Schomberg. Deux jours après (le 4 novembre 1698) dans les minutes du dernier interrogatoire on peut lire : « Interrogé s’il n’a pas comploté ce projet avec M. de Schomberg. A dit que ce fut une lettre écrite par Vivens. Interrogé s’il a parlé à M. de Schomberg, s’il a receu de ses lettres et s’il a vu M. de Schomberg. A dit que non. »
Le 4 novembre 1698, Claude Brousson monte sur l'échafaud dressé sur l'esplanade de la Citadelle à Montpellier : il entonne le Psaume 39, puis se tait à la demande des officiants. Conformément aux ordres de Bâville, il est étranglé avant d'être rompu sur la roue.

## De l'exécution du rebelle à l'apologie du martyr
Claude Brousson devient rapidement un martyr de la cause protestante. Il avait écrit de façon prémonitoire dans ses Lettres aux pasteurs réfugiez : « quand Dieu permet que les Pasteurs meurent pour l'Évangile, ils prêchent plus hautement et plus efficacement dans le sépulcre qu'ils ne faisoient durant leur vie. »

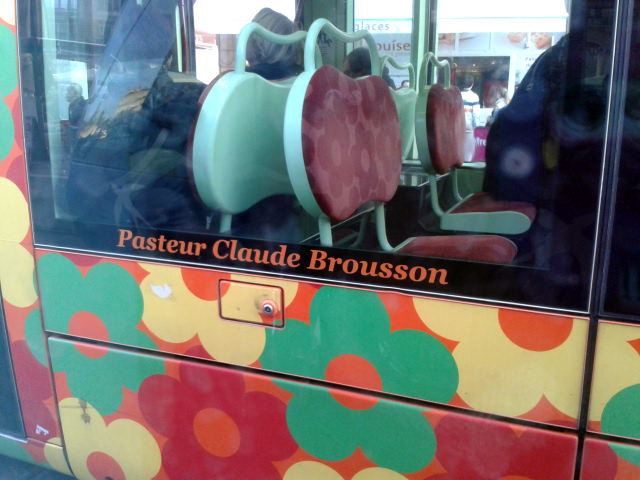
Hommage contemporain : une rame de tramway de la ligne 2 des Transports de l'agglomération de Montpellier (TaM).

Après son exécution, des ouvrages apologétiques rendent hommage à sa mémoire.
Les Lettres et opuscules, publiés en 1701, commencent par un « Abrégé de la Vie de feu Monsr Brousson », une apologie qui sera reprise ensuite par les hagiographes, tel le pasteur Antoine Court (1695-1760). Madame Dunoyer dans ses lettres et mémoires évoque plusieurs épisodes de la vie de son concitoyen nîmois. Elie Benoist, dans son Histoire de l'Edit de Nantes mentionne également brièvement le ministère de Brousson dans les Cévennes.
L'historiographie catholique contrecarre les apologies qui circulent après sa mort, notamment de Brueys (1737) et Léon Ménard (1755).
De Brueys écrit : « Brousson fut mis sur la scellete : il ignoroit encore, que les Juges fussent informez du projet qu'il avoit fait, d'introduire les ennemis dans le Royaume. Il avait bien sçu qu'Henry son valet, qui en étoit le porteur, avoit été pris & puni, parce que cela étoit public ; mais il croyoit que l'original de ce projet, écrit de sa main, n'avoit point été trouvé, parce que M. de Basville, à qui on l'avoit remis, avoit gardé sur cela pendant dix-huit mois, un profond secret. […] Sur cette réponse M. de Basville fit paroître l'original du projet, & en le lui mettant devant les yeux, il lui demanda, s'il connoissoit cette écriture, & si les Apôtres faisoient de pareilles choses. À la vue de cette pièce, Brousson, qui jusques-là avoit été ferme, palit, & se déconcerta ; & après quelques moments de surprise, il prit le parti de nier son écriture, & de dire en tremblant, qu'il n'avoit point fait ce projet. […] On lui fit aussitôt reconnoître les écrits qui avoient été trouvez sur lui, pour servir de pièces de comparaison, & on nomma des Experts : mais comme la chose étoit trop visible, aux premières procedures il reconnut son écriture, & avoua tout. […] Il est surprenant, que cet homme, tout fol, & tout seditieux qu'il étoit, ait néanmoins été regardé pendant sa vie, par la plupart des Réligionnaires, comme un exemple de sagesse & de vertu ; mais ce qu'il y a de plus étonnant, c'est qu'il trouva encore après sa mort, des Écrivains aussi fols que lui, qui ne sçachant pas ce qui s'étoit passé à son Jugement, ne firent pas scrupule de le mettre au rang de leurs Prophêtes & de leurs Martyrs, & de repandre par-tout des écrits, qui portoient pour titre, Le glorieux martyre de Monsieur Brousson. Ce fut dans une Lettre adressée aux Fidèles du Languedoc, & imprimée à la Haye en 1699 qu'on osa qualifier de ce nom honorable le juste supplice de ce criminel convaincu. »
La controverse entre Voltaire et La Beaumelle à propos de Brousson illustre la question posée par le jugement de Brousson : l'hérétique était-il un rebelle ?
Voltaire, dans Le Siècle de Louis XIV, évoque Claude Brousson en ces termes : « Claude Brousson d'une famille de Nîmes considérée ; homme éloquent & plein de zèle, très estimé chez les étrangers, retourne précher dans sa patrie en 1698 : il y est convaincu, non seulement d'avoir rempli son ministère malgré les édits, mais d'avoir eû dix ans auparavant des intelligences avec les ennemis de l'état. l'intendant bâville le condanne à la rouë. il meurt comme mouraient les premiers martyrs. toute la secte, tous les étrangers, oublient qu'il a été criminel d'état, & ne voïent en lui qu'un saint, qui a scélé sa foi de son sang. »
Dans une édition annotée du Siècle de Louis XIV, La Beaumelle prend sa défense : « Ses intelligences avec les ennemis de l'état étoient des calomnies. Il n'y a point de catholique en Languedoc, qui n'avoue que le seul crime de Brousson étoit d'être hérétique. »
Dans le Supplément au Siècle de Louis XIV, Voltaire répond à  La Beaumelle  en ces termes : « 15° Apprenez qu'il est faux que tous les catholiques du Languedoc avouent que la seule cause du supplice du fameux ministre Brousson fut qu'il était hérétique. L'abbé Brueys, dans son Histoire des troubles des Cévennes', rapporte qu'il avait eu autrefois des intelligences avec les ennemis, et qu'il fut roué sur sa propre confession. Ces intelligences étaient très-peu de chose. On usa avec lui d'une extrême rigueur; ce fut une cruauté plus qu'une injustice. On faisait pendre les prédicants de votre communion, qui venaient prêcher malgré les édits. On rouait ceux qui avaient excité à la révolte; telle était la loi elle était dure; mais il n'y eut rien d'arbitraire dans les jugements. »
À quoi La Beaumelle rétorque dans la Réponse au Supplément : « L'abbé Brueys, votre garant, avoit tout le zèle d'un prosélyte, & tous les défauts de ce zèle […] Brueys étoit comme un Historiographe, payé pour ne pas écrire la vérité. 4° Si vous aviez lû la vie, les écrits, les Lettres au Roi, les dernières heures de l'infortuné Brousson, vous auriez respecté sa mémoire. »
Plusieurs auteurs du XIXe siècle et du tournant du XXe s'intéresseront à la vie de Claude Brousson : Peyrat (1842), Douen (1879), Borrel (1852), Baynes (1853), Dussaut (1868), Nègre (1877), Montvaillant (1881), Mourque (1892), Charles Bost (1912).
Dans le dossier C 191 des archives de Montpellier qui rassemble les minutes et les pièces du procès, il n'y a aucune trace de cette fameuse lettre à Schomberg. Elle ne s'y trouvait pas non plus du temps où Léopold Nègre l'a consulté pour écrire son ouvrage. On peut s'interroger sur une possible manœuvre de Basville pour noircir la mémoire de Claude Brousson.

## Œuvres
- Estat des réforméz en France, où l'on voit que les Edits de pacification sont irrévocables, que néanmoins on les renverse entièrement, & que là on ôte aux Réforméz tous les moyens de vivre & de subsister, 2 vols., Pierre du Marteau, Cologne, 1684
- Apologie du Projet des Réformés de France fait pour la conservation de la liberté de conscience & de l'exercice publique de Religion que les Edits et Traités de Pacification leur accordent, Barent Beck, La Haye, 1685
- Lettres au Clergé de France Assemblé à Paris au mois de may de l'année 1685, Au Désert, 1685.
- Lettres des protestans de France qui ont tout abandonné pour la cause de l'Evangile à tous les autres protestans, Evangéliques & frères en Jésus-Christ, avec une lettre particulière aux Rois, Electeurs, Princes et Magistrats protestans, Dans le cœur de l'Allemagne, 1686
- Lettres aux catholiques romains, contenant de très humbles remonstrances sur les grands maux qu'on fait souffrir aux réformés avec une naïve exposition des dogmes, du culte, du régime ecclésiastique et de la morale de la religion réformée, en forme de Confession de foi, Au Désert [Lausanne], 1688
- Confession de foi raisonée, de ceux qui prêchent en France dans les déserts & dans les cavernes : Adressée au clergé de France, Au Désert, 1689,1694
- Nécessité des saintes assemblées, 28 août 1692.
- Interprétation du Songe de Louys le Grand, Roy de France & de Navarre, Au Désert, 1694
- Relation sommaire des Merveilles que Dieu fait en France, dans les Cévennes & dans le Bas-Languedoc, pour l'instruction & la consolation de son Église désolée, Amsterdam, 1694.
- Requête à Dieu ou Prière Générale des Fidèles persécutéz & massacrez en France pour le Service de Dieu, Au Désert, 1694
- La manne mystique du Désert, ou Sermons prononcez en France dans les Déserts & dans les Cavernes durant les ténèbres de la nuit & de l'affliction, les années 1689, 1690, 1691, 1692 & 1693, Henry Desbordes, Amsterdam, 1695
- Remarques sur la Traduction du Nouveau Testament, faite par l'ordre du Clergé de France, & par le ministère de Denys Amelote, Prêtre de l'oratoire, adressés au Roi de France, Adrian Beeman, Delft, 1697
- Requestes au Roy de France, dressées par les protestans de son Royaume au sujet de la persécution qui s'y est renouvelée contre eux depuis la paix générale, Abraham Troyel, La Haye, 1698

Écrits posthumes
Lettres et opuscules de feu Monsieur Brousson, ministre & martyr du Saint Evangile : avec un abrégé de sa vie jusqu'au iv novembre 1698, où il scella Vérité par sa mort à Montpelier, Guillaume van de Water, Utrecht, 1701, 1 vol. in-8.
Table des matières :
Abrégé de la Vie de feu Monsr Brousson
non datée : p. 192 - Lettre aux Fidèles persécutez à l'occasion des Saintes assemblées
non datée : p. 198 - Considération sur l'Examen des Livres de religion
non datée : p. 206 - Epitre à tous les Réformez de France, qui persévèrent encore dans leur révolte
non datée : p. 217 - Instruction pour les exercices de piété des Églises Réformées de France, qui sont sous la croix
p. 221 - Prière avant la lecture de la Parole de Dieu, ou d'un Sermon
p. 229 - Prière pour la fin de l'Exercice
p.237 - Pour les jours de Jeunes
p.240 - Prière ordinaire pour le Matin dans chaque Famille
p.242 - Prière pour le soir
non datée : p.245 - Considérations Chrétiennes, sur le Rétablissement de la Jerusalem mystique
non datée : p.267 - Réponse aux Objections que l'on fait contre le Rétablissement de l'Edit de Nantes
non datée : p.276 - Très Humbles Remonstrances à toutes les Puissances Protestantes, Réformées & Evangéliques, sur le rétablissement des Églises Protestantes de France
28 nov. 1687 : p.54 - Première Lettre de M.. Brousson, écrite de Lauzanne en Suisse à Monsr. Son frère, Marchand réfugié à Amsterdam, en datte du 28. Novembre 1687
4 août 1688 : p.1 - Lettre aux Pasteurs de France, refugiez dans les États protestans, sur la désolation de leurs Églises, & sur leur propre exil
1 sept. 1688 : p.116 - Défense du dit Sr. Brousson, sur la susditte Lettre adressée à Messieurs les Pasteurs Refugiés
p.118 - Section I. Sincérité de l'Auteur des Lettres aux Pasteurs Réfugiez
p.121 - Section II. La Vocation de  l'Auteur des Lettres aux Pasteurs Réfugiez
p.129 - Section III. Justification de  l'Auteur des Lettres aux Pasteurs Réfugiez, sur diverses plaintes qu'on lui fait à l'occasion de ces mêmes Lettres
10 sept. 1688 : p.57 - Lettre à chaque Église Réformée de France, qui a succombé sous la persécution, pour l'exhorter à se relever, & à donner gloire à Dieu
20 févr. 1692 : p.65 - Lettre à tous ceux qui craignent Dieu, et qui veulent se sauver, sur la corruption & l'impénitence générale, qu'on remarque en France
15 avr. 1693 : p.84 - Lettre de Consolation & d'Instruction aux Fidèles persécutez
10 juil. 1693 : p.101 - Lettre apologétique de Claude Brousson, serviteur de Dieu, & fidèle Ministre de sa parole, à Monseigneur de Bâville, Intendant en la Province de Languedoc, Touchant son Ordonnance du 26 juin 1693, par laquelle il le déclare Perturbateur du repos public
10 oct. 1693 : p.158 - Instruction chrétienne pour tous ceux qui Souhaitent leur salut. Adressée tant aux Catholiques Romains, qu'aux Réformés de France, par un Pasteur prêchant sous la croix
p.158 - I. De la Foy
p.162 - II. Du Culte
p.173 - III. Des Commandements de Dieu : & de la Lecture & méditation des Divines Écritures
p.179 - IV. Des Sacremens de la Nouvelle Alliance
29 mars 1695 : p.283 - Lettre au sujet d'un Ministre exécuté à mort en France écrite à un de ceux que Dieu y avoit suscités pour la consolation de son Peuple de la Haye le 29 mars 1695
20 sept. 1695 : p.289 - Extrait d'une Lettre de M.. à *** du 20. septembre 1695
30 sept. 1695 : p.290 - Extrait d'une Lettre de M.. Brousson à Mademoiselle sa femme du 30. Septembre 1695
25 oct. 1695 : p.291 - Extrait d'une Lettre de M.. Brousson à *** du 25. octobre 1695
30 oct. 1695 : p.295 - Extrait d'une Lettre de M.. Brousson à Mademoiselle sa femme du 30. Octobre 1695
20 déc. 1695 : p.297 - Lettre à un de ses Amis en Hollande du 20. Décembre 1695 par la route d'Orleans
5 janv. 1696 : p.300 - Lettre à un de ses Collegues en Hollande le 5. janvier 1696
7 févr. 1696 : p.301 - Lettre à un de ses Amis en Hollande du 7. février 1696
15 mars 1696 : p.303 - Extrait d'une Lettre de M.. Brousson à Mademoiselle sa femme du 15. Mars 1696
22 mars 1696 : p.155 - Lettre à un de ses amis à La Haye du 22 mars 1696
10 mai 1696 : p.304 - Extrait d'une Lettre de M.. Brousson à Mademoiselle sa femme du 10. May 1696
26 sept. 1696 : p.305 - Extrait d'une Lettre de Schaffhouse, du 26. Septembre 1696 à un de ses Amis en Hollande
20 août 1697 : p.307 - Extrait d'une Lettre de  Monsr. Brousson à Mademoiselle sa femme écrite le 20. août 1697
16 oct. 1697 : p.309 - Autre extrait d'une Lettre de Monsr. Brousson écrite à *** le 16. Octobre 1697
14 déc. 1697 : p.310 - Extrait d'une Lettre de  Monsr. Brousson à Mademoiselle sa femme du 14. décembre 1697
24 déc. 1697 : p.311 - Extrait d'une Lettre de Monsr. Brousson à *** du 24. décembre 1697
23 janv. 1698 : p.313 - Extrait d'une Lettre de Monsr. Brousson à *** du 23. Janvier 1698
1 mars 1698 : p.315 - Extrait d'une Lettre de Monsr. Brousson à *** du 1. Mars 1698
28 mars 1698 : p.316 - Extrait d'une Lettre de Monsr. Brousson à *** du 28. de mars 1698
10 avr. 1698 : p.319 - Autre extrait d'une Lettre de Monsr. Brousson écrite à *** le 10. d'avril 1698
19 avr. 1698 : p.320 - Extrait d'une Lettre de Monsr. Brousson, écrite à *** le 19. d'avril 1698
25 avr. 1698 : p.321 - Extrait d'une Lettre de Monsr. Brousson à *** du 25. Avril 1698
28 avr. 1698 : p.322 - Lettre à un de ses Amis en Hollande du 28. Avril 1698 par la route de Besiers
11 mai 1698 : p.324 - Extrait d'une Lettre de Monsr. Brousson, du 11. May 1698
16 mai 1698 : p.326 - Extrait d'une Lettre de  Monsr. Brousson à Mademoiselle sa Femme du 16. May 1698
25 mai 1698 : p.327 - Extrait d'une Lettre de Monsr. Brousson, du 25. May 1698
20 juin 1698 : p.328 - Extrait d'une Lettre de  Monsr. Brousson à Mademoiselle sa Femme du 20. Juin 1698
22 juin 1698 : p.328 - Lettre écrite d'Orange à un Réfugié en Hollande, au sujet de Monsr. Brousson, en datte du 22. Juin 1698
17 août 1698 : p.330 - Extrait de la dernière Lettre de Monsr. Brousson, par la route de Thoulouze du 17. août 1698

### Sources primaires
- Élie Benoît, Histoire de l'Edit de Nantes, contenant les choses les plus remarquables qui se sont passées en France avant et après sa publication à l'occasion de la diversité des religions… jusques à l'Edit de révocation, en octobre 1685, avec ce qui a suivi ce nouvel édit jusques à présent, A. Beman, Delft, 1693-1695, 5 vol., in-4.vol.1 vol.2 vol.3
- Claude Brousson : avocat, pasteur, martyr / Antoine Court. Deux sermons au Désert ; Interprétation du songe de Louis XIV / Claude Brousson, Edipro, Hendaye, 2010. Les deux sermons « La colombe mystique dans les fentes des rochers" et « Dieu déchirant son propre peuple" sont extraits de « La manne mystique du Désert ou Sermons prononcez en France dans les déserts & dans les cavernes durant les ténèbres de la nuit… » publ. à Amsterdam par H. Desbordes en 1695.
- Claude Brousson, La sortie de France pour cause de religion de Daniel Brousson et de sa famille, 1685-1693, publiée pour la première fois, Fischbacher, Paris, 1885. Relation écrite par Claude Brousson, d'après la préface
- David-Augustin de Brueys, Histoire du fanatisme de nostre temps et le dessein que l'on avoit de soulever en France les mécontens des Calvinistes, François Muguet, 1692, in-12.vol.1 vol.2 vol.3 vol.4
- Ph. Corbière, Quelques nouveaux détails sur la mort de Claude Brousson Bulletin de la Société de l'Histoire du Protestantisme Français, vol.21 (1872) : 149-50
- Dolier, Marthe. Un certificat de Marthe Dolier, veuve de Claude Brousson, en faveur d'Antoine Clarion (25 mars 1700). Bulletin de la Société de l'Histoire du Protestantisme Français, vol. 36 (1887) : 258-60
- Anne-Marguerite Petit du Noyer, Mémoires et lettres galantes de madame Du Noyer (1663-1720). L.Michaud, Paris, 1910. édition conjointe de 1910
- Pierre Jurieu, « Lettre écrite d'Orange à un Refugié en Hollande au sujet de Mon. Brousson, 22 juin 1698 », Lettres et opuscules de feu Monsieur Brousson, Guillaume Van de Water, Utrecht, 1701, p. 328.
- Léopold Nègre, Vie et ministère de Claude Brousson : 1647-1698, Sandoz et Fischbacher, Paris, 1878. Inclut la transcription des documents du procès de Claude Brousson, ainsi que divers autres lettres et documents.
- M. E. Ponsoye, Frais de justice concernant Brousson et quelques prisonniers à la Tour de Constance (1698-99). Bulletin de la Société de l'Histoire du Protestantisme Français, vol. 89 (1940) : 184-7
- Nathaniel Weiss, « Claude Brousson », Bulletin de la Société de l'Histoire du Protestantisme Français, vol. 34 (1885) : 422-439
- Contrat du premier mariage de Claude Brousson à Béziers

### Sources secondaires
- Henry Samuel Baynes, The Evangelist of the Desert : Life of Claude Brousson, sometime advocate of Parliament at Toulouse in the reign of Louis XIV ; afterward a protestant Minister and Martyr. Hamilton Adams, Londres, 1853.
- Chrystel Bernat, « Laodicée et la tiédeur sacrilège. Plaidoyer contre le scandale de la timidité spirituelle dans l’œuvre de Claude Brousson (1647-1698) », Études théologiques et religieuses 90 (2015), p. 515-546.
- Chrystel Bernat, « Le zèle, matrice d’une homilétique combative dans la prédication de Claude Brousson (1689-1698) », in Chrystel Bernat, Frédéric Gabriel (dir.), Critique du zèle. Fidélités et radicalités confessionnelles, France XVIe – XVIIIe siècle, Paris, Beauchesne, 2013, p. 263-291.
- Chrystel Bernat, « Les œuvres dans la Manne mystique de Claude Brousson : une sémiotique de l’engagement réformé sous la Révocation », Les œuvres protestantes en Europe, Céline Borello (dir.), Rennes, Presses Universitaires de Rennes, 2013, p. 75-97.
- Abraham Borrel, Histoire de l'église chrétienne réformée de Nîmes : depuis son origine jusqu'à nos jours, Bianquis-Gignoux, Nîmes, 1844.
- Abraham Borrel, Biographie de Claude Brousson, pasteur de Nîmes, à l'époque des Assemblées du désert, de 1683 à 1698, Suivie de la liste de tous les pasteurs qui ont desservi l'église de Nîmes. B.R. Garve, Nîmes, 1852.
- Charles Bost,  Les Prédicants protestants des Cévennes et du Bas-Languedoc. H. Champion, Paris, 1912 - réédité aux Presses du Languedoc, Montpellier, 2001.
- Marie-Nicolas Bouillet, Alexis Chassang, continuateur, Dictionnaire universel d'histoire et de géographie (26e édition), Paris, Hachette, 1878
- Emmanuel-Orentin Douen, « De la désertion des ministres au Désert des prédicants. Les reproches de Brousson aux pasteurs exilés à la révocation de l'Édit de Nantes », L'Anticléricalisme intra-protestant en Europe continentale (XVIIe – XVIIIe siècle), Actes de la Journée d'Études de l'Institut d'Histoire du Christianisme (12 janvier 2002), Institut d'Histoire du Christianisme - Université Jean Moulin Lyon 3, mars 2003.
- Emmanuel-Orentin Douen, Les premiers pasteurs du Désert (1685-1700) d'après des documents pour la plupart inédits, Grassart, Paris, 1879. 2 vols.
- Charles Dussaut, Claude Brousson, sa vie, son ministère, A. Chauvin, Toulouse, 1868. //books.google.com/books?id=IoI7AAAAcAAJ
- Albin de Montvaillant, Claude Brousson (1647-1698), 1881.
- Muriel Floutier épouse Franc, Claude Brousson (1647-1698) un avocat entre loyauté et insoumission. Mémoire de maîtrise d'Histoire moderne, Université de Toulouse II Le Mirail, 1996.
- Émilien Mourgue, Étude sur la manne mystique du désert, de Claude Brousson, thèse présentée à la Faculté de théologie protestante de Paris pour obtenir le grade de bachelier en théologie. J. Lepetit, Paris, 1892.
- Léopold Nègre, Vie et ministère de Claude Brousson : 1647-1698, Sandoz et Fischbacher, Paris, 1878.
- Napoléon Peyrat, Histoire des pasteurs du désert depuis la révocation de l'édit de Nantes jusqu'à la Révolution française, 1685-1789, Aurel Frère, Paris, 1842. tome 1
- Dominic Schumann, La Manne au Désert, Claude Brousson et ses assemblées du Désert dans les Cévennes et le Bas-Languedoc entre 1689 et 1693. Mémoire de Master II de Sciences humaines et sociales, Université de Bourgogne (Dijon), 2011.
- (en) Walter C. Utt et Brian E. Strayer, The bellicose dove : Claude Brousson and Protestant resistance to Louis XIV, 1647-1698, Sussex Academic Press, Brighton, 2003.
- Antoine Court, Claude Brousson, Paris, Librairie Protestante, 1961 (Collection Edipro, distribué par les Editions Viens et Vois)[45].